# الهامل
الهامل (انگلیسی: El Hamel) یک شهر در استان مسیله و در کشور الجزایر است.